# Eilema unipuncta
Eilema unipuncta är en fjärilsart som beskrevs av Otto Staudinger 1899. Eilema unipuncta ingår i släktet Eilema och familjen björnspinnare. Inga underarter finns listade i Catalogue of Life.